# Andonis Minu
Andonis Minu (gr. Αντώνης Μήνου, ur. 4 maja 1958 w Aridaii) – piłkarz grecki grający na pozycji bramkarza.

## Kariera klubowa
Karierę piłkarską Minu rozpoczął w klubie Almopos Aridaia. W 1980 roku przeszedł do AGS Kastoria i przez dwa lata występował w jego barwach w drugiej lidze greckiej. Latem 1982 roku przeszedł do Panathinaikosu Ateny, w którym na ogół pełnił rolę drugiego bramkarza. W latach 1984 i 1986 dwukrotnie został z Panathinaikosem mistrzem Grecji. Z kolei w latach 1984, 1986 i 1988 zdobył z nim Puchar Grecji.
W 1988 roku Minu został zawodnikiem innego klubu z Aten, AEK-u. Początkowo był rezerwowym dla Spirosa Ikonomopulosa, ale od 1989 był pierwszym bramkarzem AEK-u. W klubie tym bronił przez 5 lat. W latach 1989, 1992 i 1993 wywalczył tytuły mistrzowskie, a w 1990 roku został wicemistrzem Grecji.
W 1993 roku po zakończeniu sezonu 1992/1993 Minu odszedł do Apollonu Smyrnis z Aten, w którym grał do końca swojej kariery, czyli do 1996 roku.
| Sezon   | Klub             | Kraj   | Rozgrywki     | Mecze | Bramki |
| ------- | ---------------- | ------ | ------------- | ----- | ------ |
| 1980/81 | AGS Kastoria     | Grecja | Beta Ethniki  | 19    | 0      |
| 1981/82 | AGS Kastoria     | Grecja | Beta Ethniki  | 32    | 0      |
| 1982/83 | Panathinaikos AO | Grecja | Alpha Ethniki | 11    | 0      |
| 1983/84 | Panathinaikos AO | Grecja | Alpha Ethniki | 7     | 0      |
| 1984/85 | Panathinaikos AO | Grecja | Alpha Ethniki | 8     | 0      |
| 1985/86 | Panathinaikos AO | Grecja | Alpha Ethniki | 7     | 0      |
| 1986/87 | Panathinaikos AO | Grecja | Alpha Ethniki | 21    | 0      |
| 1987/88 | Panathinaikos AO | Grecja | Alpha Ethniki | 19    | 0      |
| 1988/89 | AEK Ateny        | Grecja | Alpha Ethniki | 0     | 0      |
| 1989/90 | AEK Ateny        | Grecja | Alpha Ethniki | 26    | 0      |
| 1990/91 | AEK Ateny        | Grecja | Alpha Ethniki | 32    | 0      |
| 1991/92 | AEK Ateny        | Grecja | Alpha Ethniki | 33    | 0      |
| 1992/93 | AEK Ateny        | Grecja | Alpha Ethniki | 34    | 0      |
| 1993/94 | Apollon Smyrnis  | Grecja | Alpha Ethniki | 32    | 0      |
| 1994/95 | Apollon Smyrnis  | Grecja | Alpha Ethniki | 33    | 0      |
| 1995/96 | Apollon Smyrnis  | Grecja | Alpha Ethniki | 14    | 0      |

## Kariera reprezentacyjna
W reprezentacji Grecji Minu zadebiutował 8 października 1986 roku w przegranym 0:2 towarzyskim spotkaniu z Włochami. W 1994 roku został powołany przez selekcjonera Alkietasa Panaguliasa do kadry na Mistrzostwa Świata w USA. Tam wystąpił w jednym spotkaniu, przegranym 0:4 z Argentyną. Do 1994 roku rozegrał w kadrze narodowej 16 meczów.